# Rosenkirche St. Elisabeth

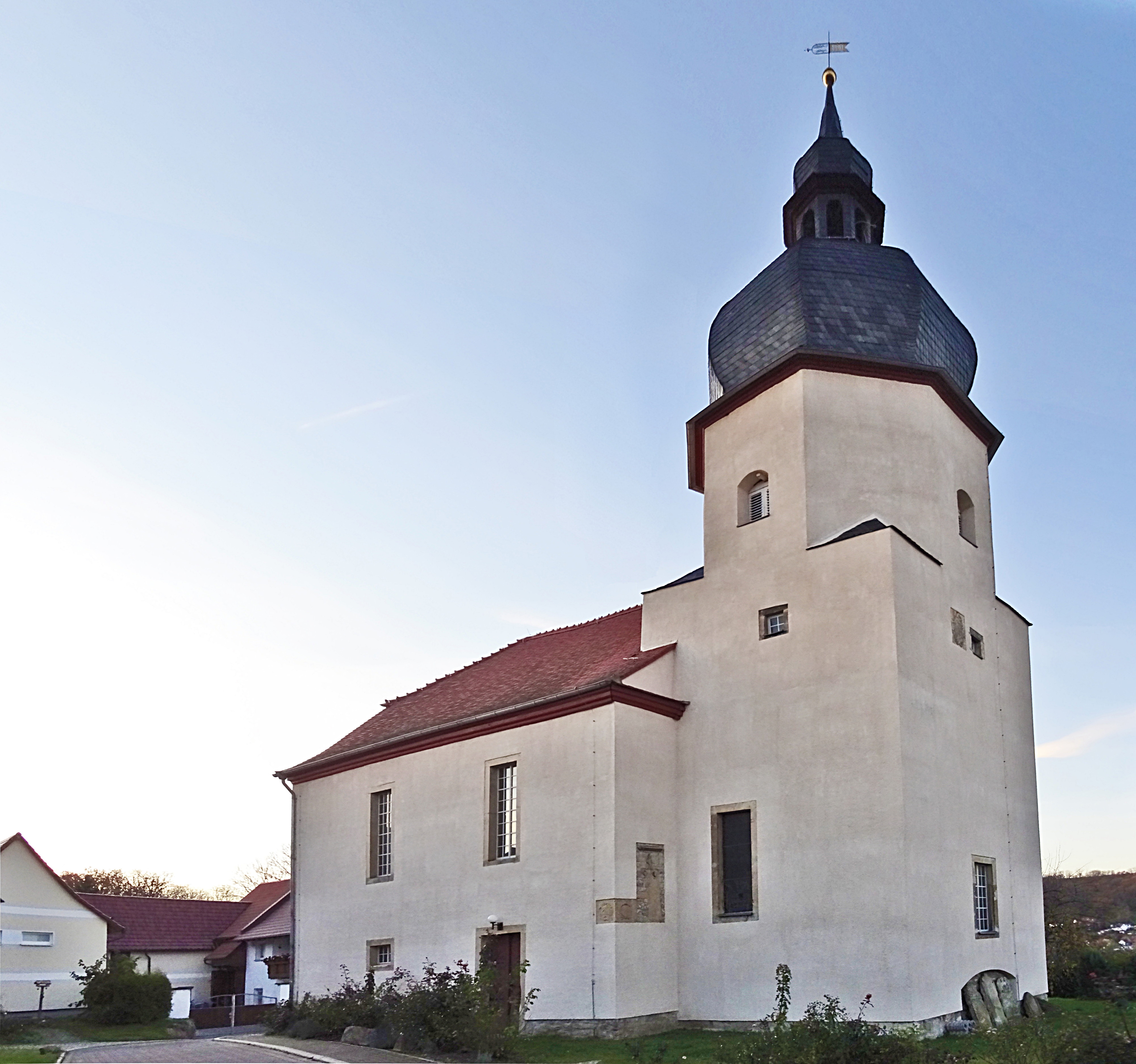
Rosenkirche St. Elisabeth

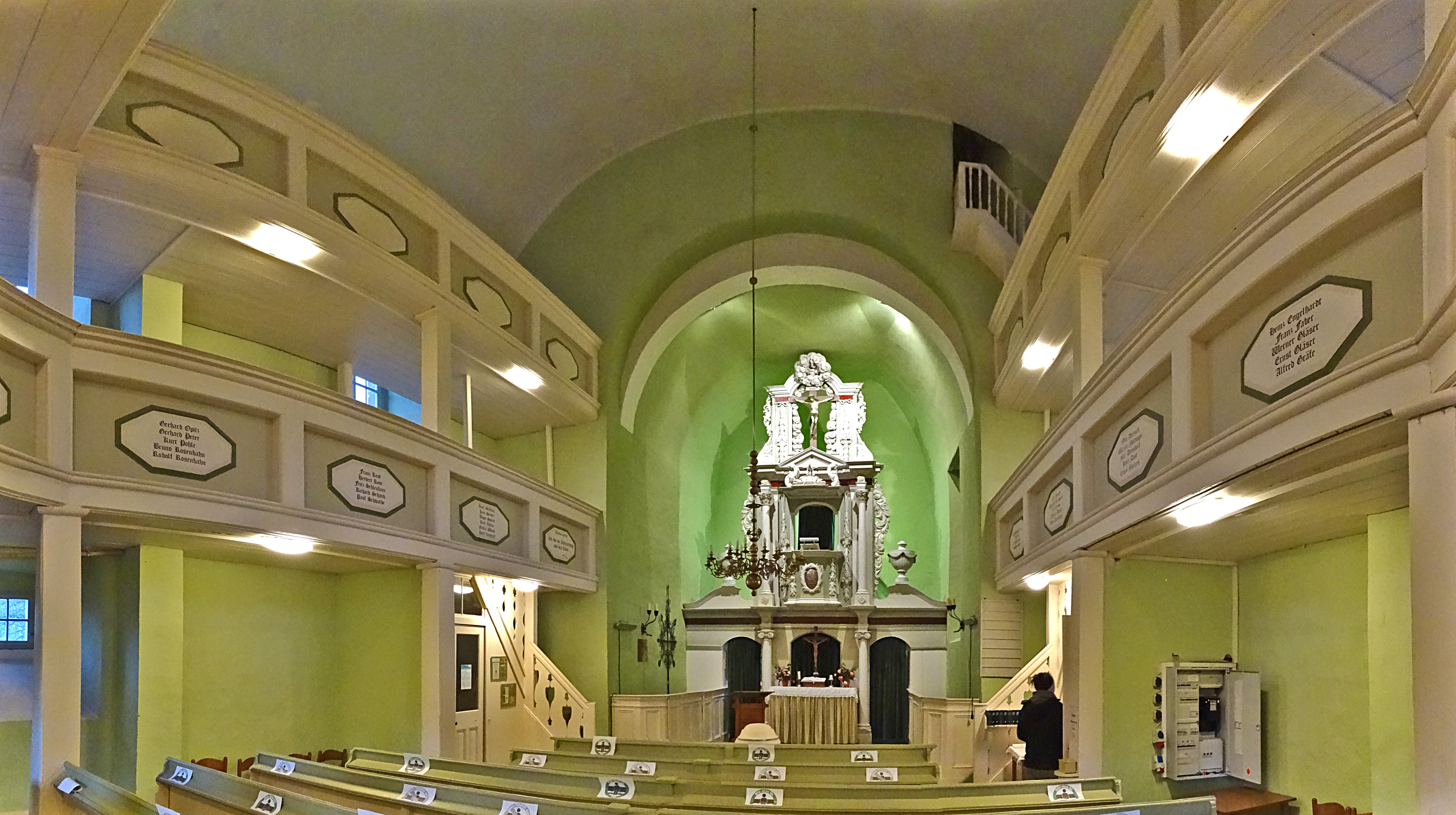
Innenansicht

Die evangelische Dorfkirche Großheringen und der Friedhof befinden sich in der Gemeinde Großheringen im Landkreis Weimarer Land in Thüringen. Sie gehört zur Kirchgemeinde Bad Sulza im Kirchenkreis Apolda-Buttstädt der Evangelischen Kirche in Mitteldeutschland.

## Geschichte
Die aus dem Jahr 1341 stammende spätmittelalterliche Dorfkirche besaß ein rechteckiges Langhaus, einen polygonal geschlossenen Chor und ein Sakristeihaus an der Nordseite sowie einen rechteckigen Westturm.
Im Jahre 1723 wurde die jetzige Saalkirche mit eingezogenem Chorturm unter Verwendung alter Bauteile des Vorgängergotteshauses errichtet. 1855 wurde der Kanzelaltar durch die Kanzel aus der Schlosskapelle Schwarzburg ersetzt. Der Flügelaltar im Vorraum stammt aus Wohlsborn.
Im Jahr 2007 erhielt sie den Namen „Rosenkirche Sankt Elisabeth“.

## Ausstattung

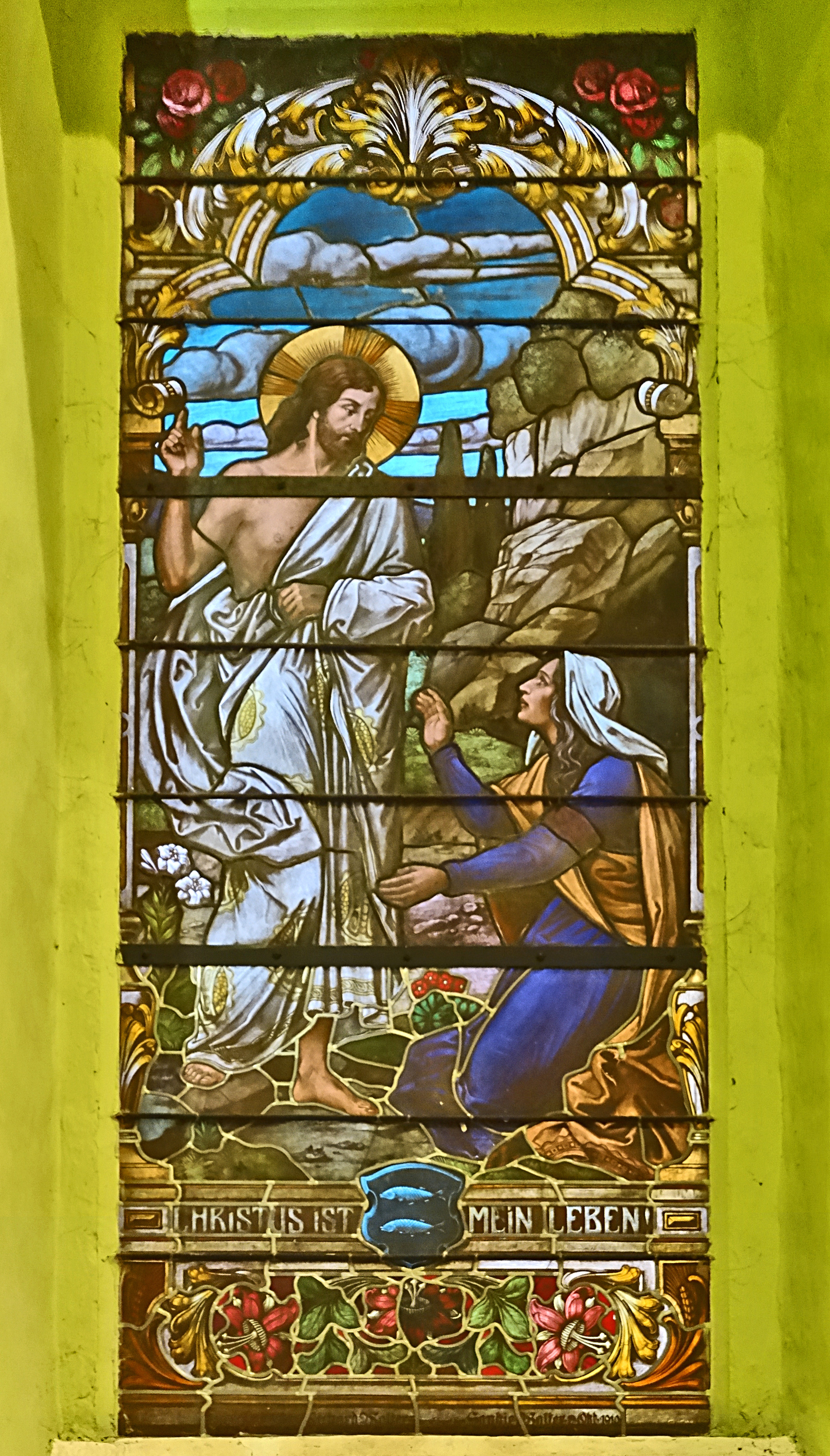
Rosenwunder

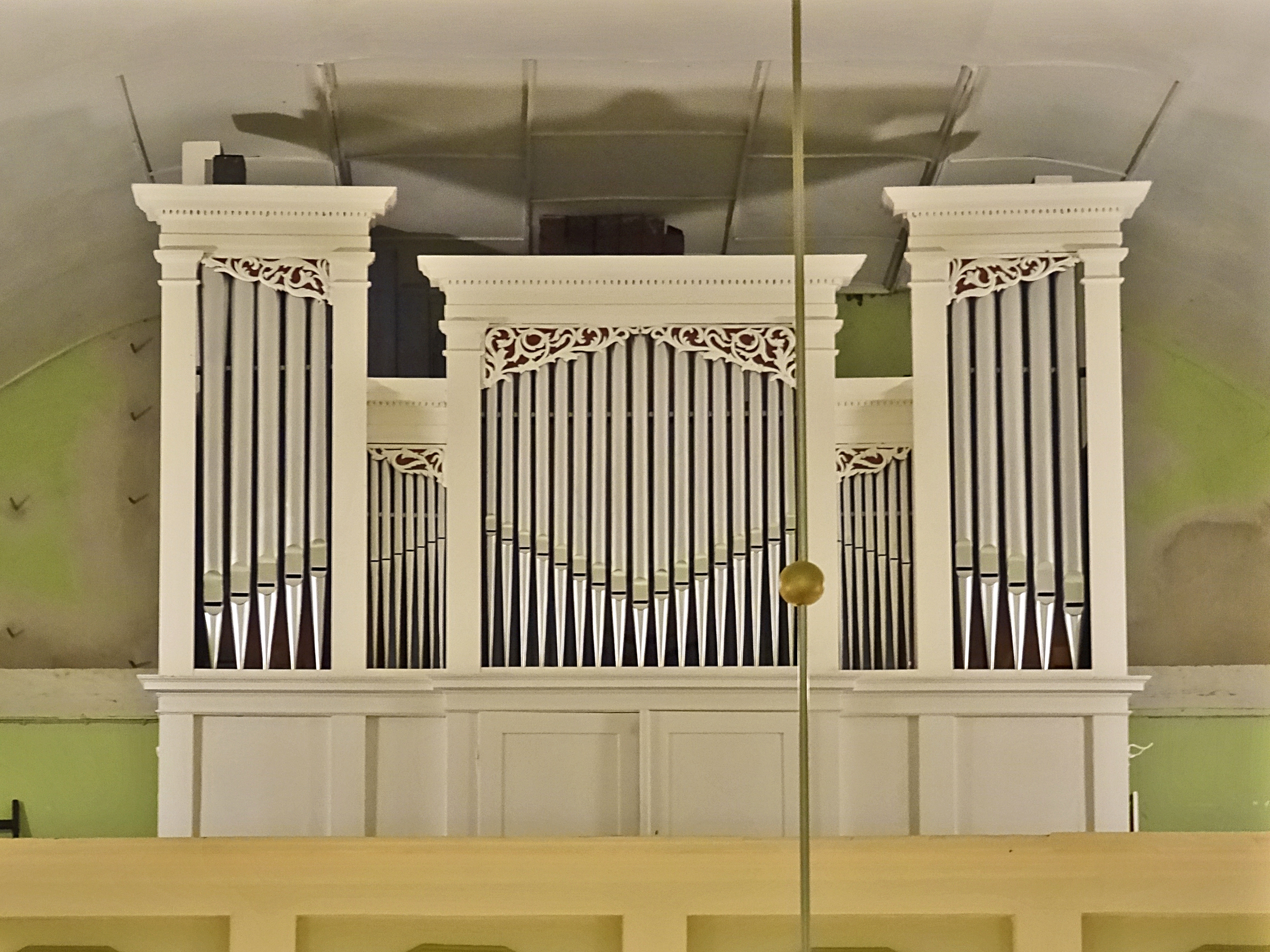
Glaser-Orgel

Die Glocken des dreiteiligen Geläuts entstanden im 14. Jahrhundert.
Der Innenraum wurde 1934 grundlegend renoviert. Die Kirche besitzt dreiseitige zweigeschossige Emporen und eine abgeflachte Holztonne im Schiff und Chor. Die 1910 gestiftete Glasmalerei der Werkstatt W. Franke Naumburg schmückt das rechte Chorfenster.
Die Orgel mit zwei Manualen und Pedal sowie 17 Registern wurde 1858 von Ludwig Glaser aus Saalfeld geschaffen.
An der Südostecke des Kirchenschiffes sind ein Eckquader mit einer Inschrift und ein obeliskförmiger Stein eingemauert.